# مهتزة
المُهْتَزَّة (الاسم العلمي: Oscillaria) هي جنسٌ من المَشْطورَة الخيطية.

## روابط خارجية
- المهتزة (Oscillaria) على www.algaebase.org